# 구아나바라만

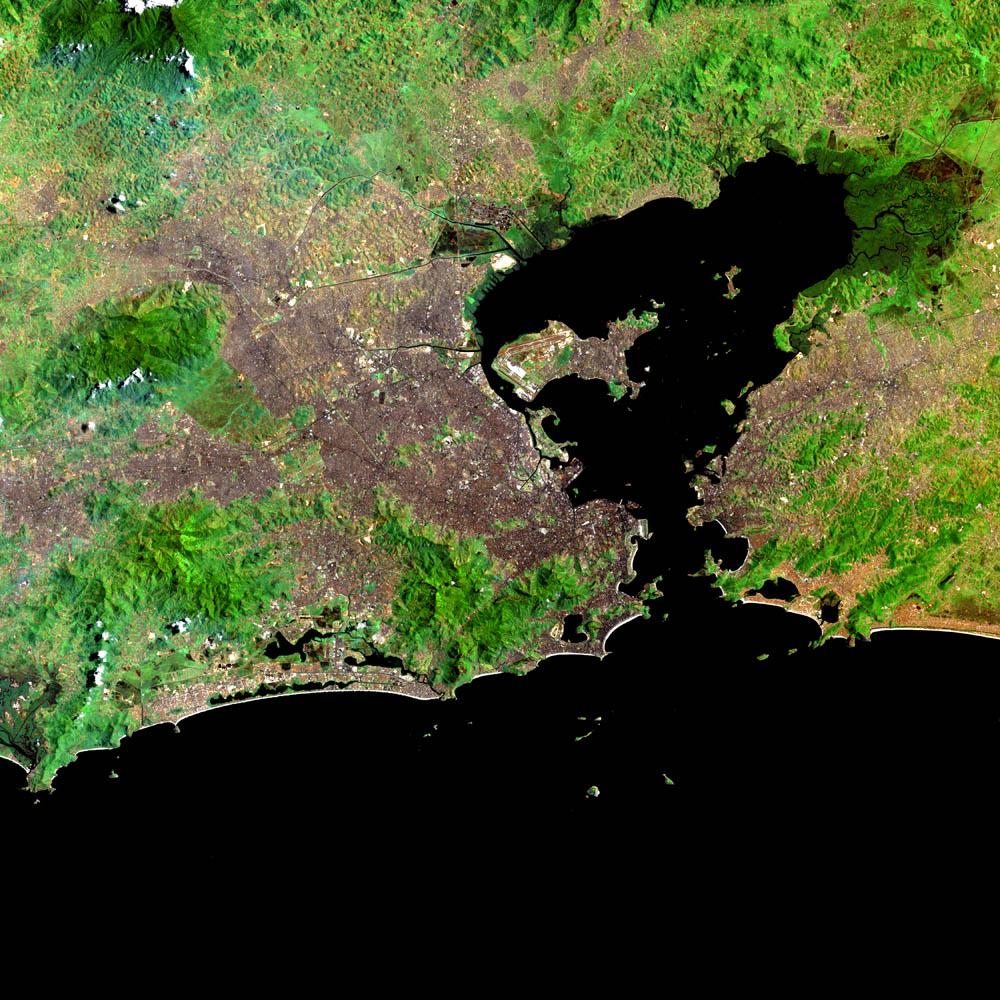
구아나바라 만의 위성사진

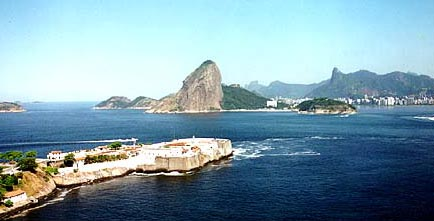
구아나바라 만

구아나바라만(브라질 포르투갈어: Baía da Guanabara)은 브라질 동남부, 대서양 연안, 리우데자네이루주에 위치한 만이다. 너비와 길이가 각각 30km 가량이며, 만ㅇ디 입구는 약 1.6km이다. 아카리강을 포함한 5개의 하천이 구아나바라만으로 유입된다.
1502년 1월 포르투갈 출신 항해자 가르파르 지 레무스(포르투갈어: Gaspar de Lemos)가 이곳에 상륙했을 때 이 곳을 강 어귀로 착각하고 자신의 항해를 기념하여 "1월의 강"이라는 뜻을 가진 히우지자네이루라 불렀고, 이것이 후에 주와 도시의 이름이 되었다. 구아나바라라는 이름은 바다의 중심을 뜻하는 고대 투피어에서 유래되었다.
1555년 프랑스의 위그노들이 구아나바라만 일대를 점령하고 리우데자네이루에 최초의 정착촌을 건설하였다. 프랑스는 정착촌을 식민지로 선언하였으나 포르투갈은 구아나바라만에서 위그노들과 교전을 벌여 승리하고 정착촌을 파괴하였다.
정착촌에서 쫓겨나 위그노들은 리우데자네이루와 구아나바라만을 다시 탈환하기 위해 포르투갈과 여러차례 교전을 벌였다.
만 입구 주변에는 여러 봉우리가 있어 절경을 이루며, 특히 서쪽에 설탕빵의 산이라는 뜻의 팡지아수카르산(브라질 포르투갈어: Pão de Açúcar)이 있고, 그 밑에 리우데자네이루가 위치한다. 동쪽에는 니테로이가 있다.
1. ↑  History of a voyage to the land of Brazil, otherwise called America by Jean de Léry, p.5ff